# Fráter Gedeon
Fráter Gedeon (Budapest, 1919. április 16. – Budapest, 1998. november 16.) magyar karmester. Kenessey Jenő mellett az Operaház legtöbbet foglalkoztatott balettkarmestere. Márkus László színész nevelőapja, Fráter Loránd nóta- és Fényes Szabolcs operettszerző távoli rokona.

## Élete

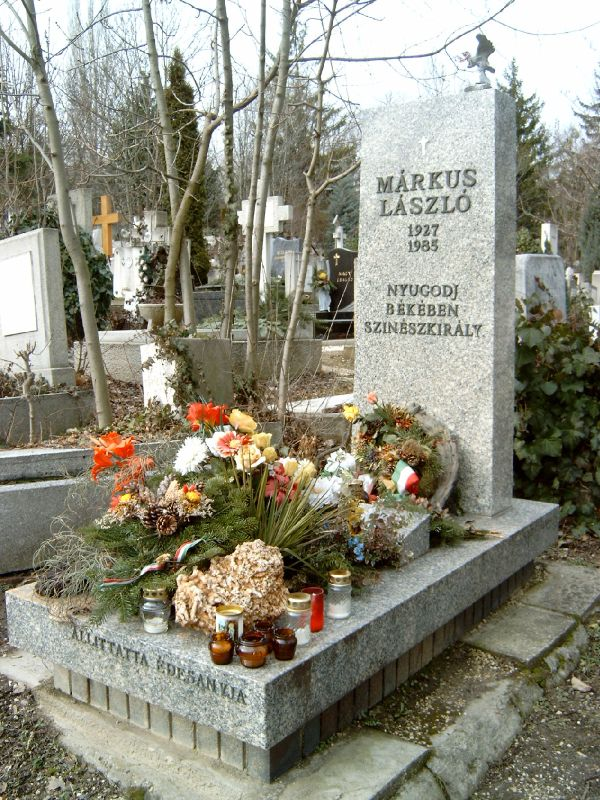
Fráter Gedeon közös sírban nyugszik Márkus Lászlóval

Az ippi, érkeserűi, rogozi, bélmezei Fráter család tagja. Édesapja, dr. Fráter Iván (1894–1957) jogász, belügyminisztériumi titkár, édesanyja Bárczy Irén, Bárczy István főpolgármester lánya volt.
1937 és 1940 között a Nemzeti Zenedében Lajtha László (zeneszerzés), Ferencsik János (karmesterképző) és Hammerschlag János (orgona) növendéke volt.
Még tanulmányai idején, az 1938–39-es évadban szerződtette korrepetitornak az Operaház. 
1946-ban vette feleségül Márkus László elvált édesanyját, s ezzel a pályakezdő színművész nevelőapja lett. Mindvégig jó viszonyban volt a nála alig nyolc évvel fiatalabb művésszel.
Fráter Gedeont 1948-ban vezető korrepetitornak, 1950-ben karmesternek nevezték ki az Operaházban. Számos dalmű mellett Kenessey Jenővel az egész balettrepertoárt vezényelték. Kenessey 1965-ös visszavonulása után a táncelőadások első számú dirigense lett. Az Opera balett-tagozatának külföldi vendégszereplésein is Fráter volt az előadások zenei vezetője. 1983-ban nyugalomba vonult.
Három évtizedig volt a Balatoni Horgász Egyesület elnöke.
Márkus Lászlóval közös sírban nyugszik a Farkasréti temetőben [22–1–196].

## Lehetséges ügynöki tevékenysége
2015-ben előkerült egy 1984. január 3-án keltezett, aláíratlan Emlékirat, amelyben egy 1952-től (a szöveg keletkezésekori nevén) a Belügyminisztérium III/III. Csoportfőnökségénék szolgálatában álló személy vall több évtizedes „besúgói” tevékenységéről. A szöveg önéletrajzi utalásai alapján a Czeglédy fedőnevű ügynököt Fráter Gedeonnal azonosítják az Operaház történetét jól ismerők.

## Vezénylései
- Joseph Bayer: A babatündér (Jan Ciepliński)
- Alekszandr Porfirjevics Borogyin: Polovec táncok (id. Harangozó Gyula–Hamala Irén)
- Pjotr Iljics Csajkovszkij: A hattyúk tava (Aszaf Mihailovics Messzerer)
- Pjotr Iljics Csajkovszkij: Csipkerózsika (Marius Petipa)
- Léo Delibes: Coppelia (id. Harangozó Gyula)
- Farkas Ferenc: Furfangos diákok (id. Harangozó Gyula)
- Alekszandr Konsztantyinovics Glazunov: Chopiniana (A szilfidek, Mihail Mihailovics Fokin)
- Ferdinand Hérold: A rosszul őrzött lány (Sir Frederick Ashton)
- Alekszandr Abramovics Krejn: Laurencia (Vahtang Mihailovics Csabukiani)
- Nyikolaj Andrejevics Rimszkij-Korszakov: Seherezádé (id. Harangozó Gyula)
- Sugár Rezső: A tenger lánya (Lőrinc György)
- Carl Maria von Weber–Hector Berlioz: A rózsa lelke (Mihail Mihailovics Fokin)

## Díjai, elismerései
- 1952 — Szocialista kultúráért
- 1980 — Munka Érdemrend, ezüst fokozat
- 1983 — Munka Érdemrend, ezüst fokozat